# Thrash Anthems
Thrash Anthems je 9. studiové album německé thrash metalové kapely Destruction. Album obsahuje kompletně znovunahrané skladby z desek vydaných v letech 1984 až 1990. Vedle těchto nahrávek jsou na albu i dvě zcela nové skladby „Profanity“ a „Deposition (Your Heads Will Roll)“.

## Seznam skladeb
Autoři všech skladeb jsou Destruction
1. Bestial Invasion - 4:38
2. Profanity (Schmier, Sifringer) - 5:56
3. Release from Agony - 4:36
4. Mad Butcher - 3:45
5. Reject Emotions - 5:52
6. Death Trap - 4:52
7. Cracked Brain - 3:46
8. Life Without Sense - 6:22
9. Total Desaster - 3:26
10. Deposition (Your Heads Will Roll) (Schmier, Sifringer) - 5:11
11. Invincible Force - 3:44
12. Sign of Fear - 6:36
13. Tormentor - 3:55
14. Unconscious Ruins - 4:17
15. Curse the Gods - 5:16
16. Eternal Ban (Bonus na limitované edici)

## Sestava

### Kapela
- Marcel 'Schmier' Schirmer - zpěv, baskytara
- Michael 'Mike' Sifringer - kytary
- Marc Reign - bicí, doprovodný zpěv

### Hosté
- Harry Wilkens - kytary
- Jacob Hansen - kytary